# Махабат-хан
Махабат-хан (*д/н — 1634) — військовий та політичний діяч часів правління могольських падишахів Акбара, Джаханґіра й Шах Джахана.

## Життєпис
Походив з впливової перської родини. При народженні отримав ім'я Заман Бег. Його батько Гаюр Бег Кабулі перебрався з Ширазу до Кабулу. У 1585 році родина перебирається до Аґри. Своєю кар'єрою завдячує службою у загоні шахзаде Саліма (майбутнього падишаха Джаханґіра). У 1601 році призначається очільником 500 кіннотників. 
Після сходження на трон у 1605 році Джаханґіра отримує звання махабатхана, підвищений до звання командира 1500 кіннотників. Незабаром стає бахши (скарбника) особистої скарбниці падишаха.
У 1608 році був призначений командувати військом проти Амар Сінґха I, магарани Мевара. Спочатку Махабат-хану сприяв успіх — він захопив основні міста та значну територію. Проте нічого не зміг протидіяти партизанській тактиці раджпутів. Зрештою він був відкликаний до столиці.
Після цього лише у 1623 році призначається головою війська (при формальному командувані шах-заде) Парвеза, щоб придушити повстання іншого шах-заде Хуррама (майбутнього Шах Джахана). Спочатку Махабат-хан змусив Хуррама зняти облогу з Аллахабада. після цього розбив бунтівного шах-заде та змусив тікати до Декану. Слідом за цим Махабат-хан рушив до Декану, де звільнив від облоги Хуррама й Маліка Амбара важливе місто Бурханпур. У підсумку Хуррам здався й завдяки Махабат-хану уклав мир з батьком. За ці звитяги Махабат-хан отримав звання «стовп трону» й призначення над 7 тисячами кіннотників.  
Після цих успіхів вплив Махабат-хана у державі значно виріс. При цьому він отримав підтримку шах-заде Парвеза, найімовірнішого спадкоємця трону. В цей час проти Махабат-хана виступили дружина падишаха Нур Джахан, яка бажала поставили на трон шах-заде Шахріяра, чоловіка її доньки. Зрештою Махабат-хана віддалили від Парвеза та призначили субадаром (намісником) Бенгалії. Йому також наказали надати звіт щодо свого майна. В результаті Махабат-хан опинився в складному становищі. Тому у 1626 році Махабат-хан в союзі з шах-заде Парвезом вдалося захопили Джаханґіра та Нур Джахан під час їх поїздки Пенджабом (при переправі через річку Бехат). Втім завдяки хитрощі Нур Джахан падишаху та його дружині вдалося втекти під час перебування неподалік від Кабулу.
За цим Махабат-хан втік до Декану, де приєднався до Хуррама. Махабат-хан зголосився надати допомогу проти падишаха. Проте у 1627 році Джаханґір помирає. У подальшій боротьбі за трон Махабат-хан сприяв Хурраму в захоплені влади. Після того, як той у 1628 році став падишахом Шах Джаханом, Махабат-хан призначається субадаром Аджмера (тобто усією Раджпутани). 
У 1633 році призначається субадаром Декана. Йому доручено повністю захопити Ахмеднагарський султанат, а у 1634 році підкорити Біджапурський султанат. Проте у 1634 році Махабат-хан зазнав невдачі при спробі захопити важливу фортецю Паренду. За це отримав сувору догану від падишаха, в результаті чого з Махабат-ханом стався інсульт, відя кого той помер.